# Plestiodon
Genre
Plestiodon est un genre de sauriens de la famille des Scincidae.

## Répartition
Les 48 espèces de ce genre se rencontrent en Amérique et en Asie.

## Liste des espèces
Selon The Reptile Database (9 novembre 2017) :
- Plestiodon anthracinus Baird, 1849
- Plestiodon barbouri (Van Denburgh, 1912)
- Plestiodon bilineatus (Tanner, 1958)
- Plestiodon brevirostris (Günther, 1860)
- Plestiodon callicephalus (Bocourt, 1879)
- Plestiodon capito (Bocourt, 1879)
- Plestiodon chinensis (Gray, 1838)
- Plestiodon colimensis (Taylor, 1935)
- Plestiodon copei (Taylor, 1933)
- Plestiodon coreensis (Doi & Kamita, 1937)
- Plestiodon dicei (Taylor, 1936)
- Plestiodon dugesii (Thominot, 1883)
- Plestiodon egregius Baird, 1858
- Plestiodon elegans (Boulenger, 1887)
- Plestiodon fasciatus (Linnaeus, 1758)
- Plestiodon finitimus Okamoto & Hikida, 2012
- Plestiodon gilberti (Van Denburgh, 1896)
- Plestiodon indubitus (Taylor, 1936)
- Plestiodon inexpectatus (Taylor, 1932)
- Plestiodon japonicus (Peters, 1864)
- Plestiodon kishinouyei (Stejneger, 1901)
- Plestiodon kuchinoshimensis Kurita & Hikida, 2014
- Plestiodon lagunensis (Van Denburgh, 1895)
- Plestiodon laticeps (Schneider, 1801)
- Plestiodon latiscutatus Hallowell, 1861
- Plestiodon liui (Hikida & Zhao, 1989)
- Plestiodon longirostris Cope, 1861
- Plestiodon lynxe (Wiegmann, 1834)
- Plestiodon marginatus Hallowell, 1861
- Plestiodon multilineatus (Tanner, 1957)
- Plestiodon multivirgatus Hallowell, 1857
- Plestiodon nietoi Feria-Ortiz & García-Vázquez, 2012
- Plestiodon obsoletus Baird & Girard, 1852
- Plestiodon ochoterenae (Taylor, 1933)
- Plestiodon oshimensis Thompson, 1912
- Plestiodon parviauriculatus (Taylor, 1933)
- Plestiodon parvulus (Taylor, 1933)
- Plestiodon popei (Hikida, 1989)
- Plestiodon quadrilineatus Blyth, 1853
- Plestiodon reynoldsi (Stejneger, 1910)
- Plestiodon septentrionalis Baird, 1858
- Plestiodon skiltonianus Baird & Girard, 1852
- Plestiodon stimpsonii (Thompson, 1912)
- Plestiodon sumichrasti (Cope, 1867)
- Plestiodon takarai Kurita, Ota & Hikida, 2017
- Plestiodon tamdaoensis (Bourret, 1937)
- Plestiodon tetragrammus Baird, 1859
- Plestiodon tunganus (Stejneger, 1924)

## Publication originale
- Duméril & Bibron, 1839 : Erpétologie Générale ou Histoire Naturelle Complète des Reptiles. vol. 5, Roret/Fain et Thunot, Paris, p. 1-871 (texte intégral).